# Impatiens garrettii
Impatiens garrettii är en balsaminväxtart som beskrevs av William Grant Craib. Impatiens garrettii ingår i släktet balsaminer, och familjen balsaminväxter. Inga underarter finns listade i Catalogue of Life.